# Vangueria parvifolia
Vangueria parvifolia là một loài thực vật có hoa trong họ Thiến thảo. Loài này được Sond. miêu tả khoa học đầu tiên năm 1850.

## Hình ảnh

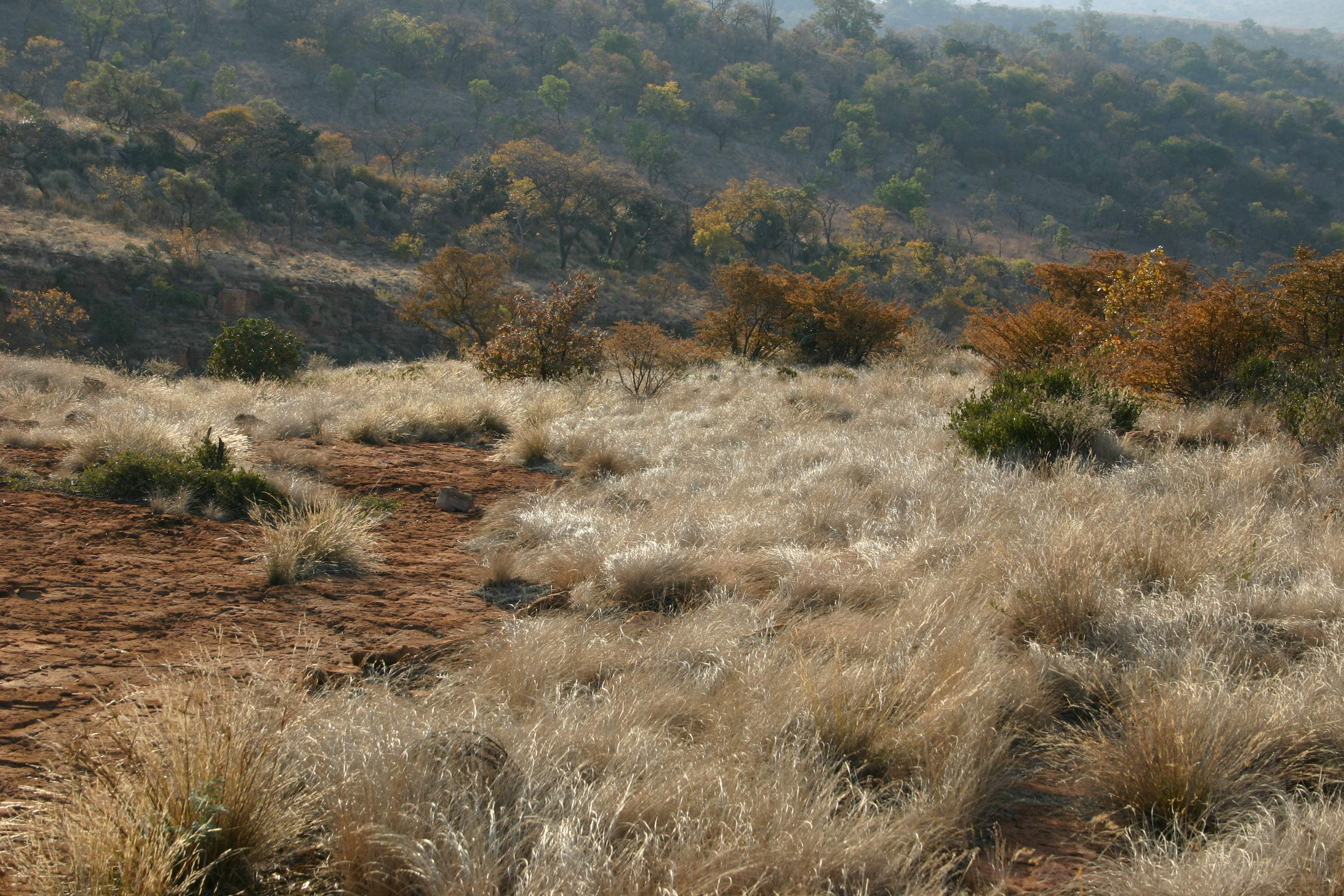
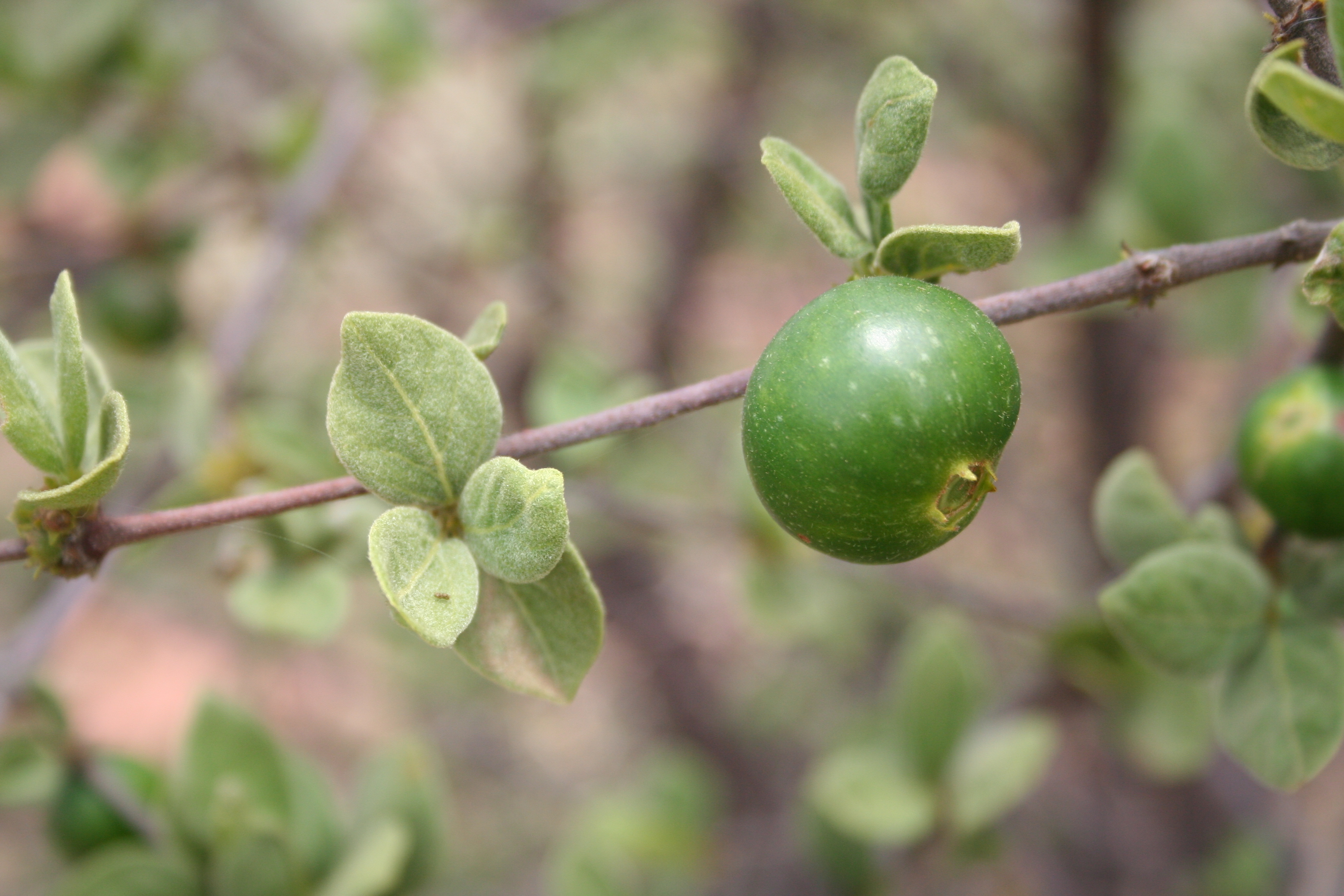
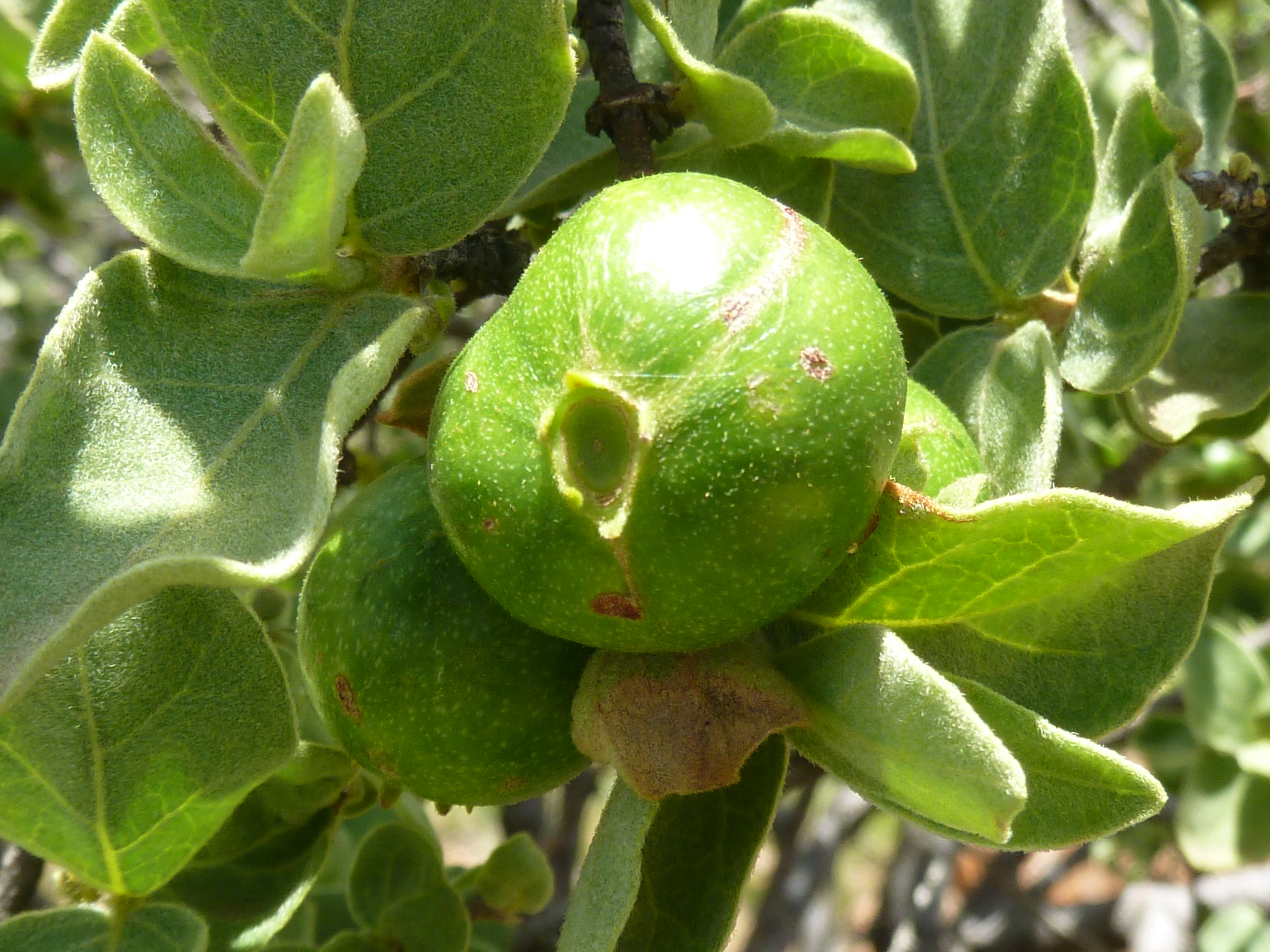
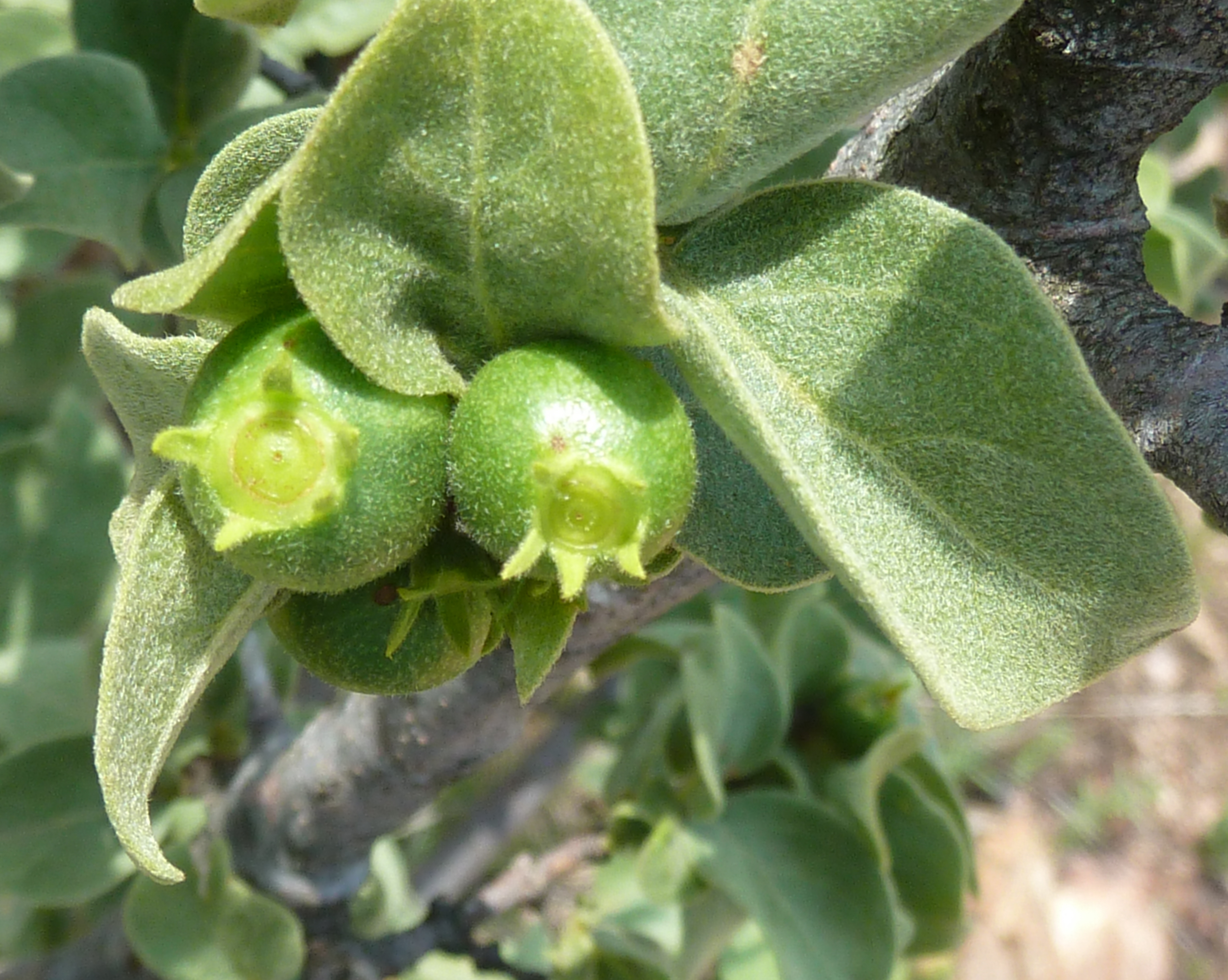